# RNASEK
RNASEK (англ. Ribonuclease K) – білок, який кодується однойменним геном, розташованим у людей на 17-й хромосомі. Довжина поліпептидного ланцюга білка становить 137 амінокислот, а молекулярна маса — 15 420.
| 10         |  | 20         |  | 30         |  | 40         |  | 50         |
| ---------- |  | ---------- |  | ---------- |  | ---------- |  | ---------- |
| MGWLRPGPRP |  | LCPPARASWA |  | FSHRFPSPLA |  | PRRSPTPFFM |  | ASLLCCGPKL |
| AACGIVLSAW |  | GVIMLIMLGI |  | FFNVHSAVLI |  | EDVPFTEKDF |  | ENGPQNIYNL |
| YEQVSYNCFI |  | AAGLYLLLGG |  | FSFCQVRLNK |  | RKEYMVR    |  |            |

A: Аланін

C: Цистеїн

D: Аспарагінова кислота

E: Глутамінова кислота

F: Фенілаланін

G: Гліцин

H: Гістидин

I: Ізолейцин

K: Лізин

L: Лейцин

M: Метіонін

N: Аспарагін

P: Пролін

Q: Глутамін

R: Аргінін

S: Серин

T: Треонін

V: Валін

W: Триптофан

Кодований геном білок за функціями належить до гідролаз, нуклеаз, ендонуклеаз. 
Задіяний у такому біологічному процесі, як альтернативний сплайсинг. 
Локалізований у мембрані.